# Keszte Róbert
Keszte Róbert (Körmend, 1971. szeptember 11.[forrás?] –) autóipariban és elektronikagyártásban jártas vezérigazgató, menedzser, járműgépész mérnök és közgazdász. A németországi  Continental AG Architecture and Networking üzleti területének világszerte 22 telephely termelésért felelős vezetője, 2021. január 1-től a Continental cégcsoport országigazgatója.

## Életrajz

### Kezdeti évek, tanulmányok
1971-ben született Körmend városában.[forrás?] Középiskolai tanulmányait a szombathelyi Savaria Közlekedésgépészeti Szakközépiskolában folytatta,[forrás?] majd ezt követően járműgépész mérnökként végzett a Budapesti Műszaki és Gazdaságtudományi Egyetemen, majd ugyanott Járművek és Mobil Gépek Tudományai szakon doktorált. Doktori kutatásainak kísérleti részét az Erlangen-Nürnbergi Friedrich Alexander Egyetem Lehrstuhl für Fertigungstechnologién végezte 1996-97-ben. Doktori képzésével párhuzamosan közgazdász diplomát is szerzett a Budapesti Corvinus Egyetemen. 2000-ben került a Continental budapesti gyárába mérnöki pozícióba.

### Karrier
Keszte Róbert vezetői pályafutását 2001-ben kezdte igazgatói pozícióban, gyártási és ipari mérnökségi területeket irányítva, majd nemzetközi karrierjét 2006-ban a cégcsoport nagyszebeni gyárában kezdte és 2007-ben a nürnbergi központjában folytatta. Később ismét a budapesti gyárban látott el gyáregység igazgatói feladatokat, 2010-től pedig a Continental temesvári elektronikai gyárát vezette 3 évig. Ezt követően 2014-ben tért vissza Magyarországra a Continental Automotive Hungary Kft. ügyvezetőjeként, és 10 évig dolgozott a budapesti gyár vezetőjeként. Emellett 2019-2021 között a Continental Powertrain Hungary Kft. (ma Vitesco Technologies Hungary Kft.) ügyvezetője. A Continental technológiai vállalat 2021. január 1-től bízta meg a magyarországi Continental csoport országigazgatói feladatainak ellátásával, melyet budapesti Continental gyár ügyvezető igazgatói feladatai mellett vállalt. 2023.01.01-től a Continental Autonomous Mobility Kft. ügyvezető igazgatója. 2023. november 1-től globális pozícióban folytatja karrierjét. Új feladatkörében világszerte 22 telephely termelésért felelős vezetője a Continental Architecture and Networking üzleti területén.
2025-ben Keszte Róbert elnyerte a Budapest Business Journal által alapított CEO Community Award díjat. Ez az elismerés olyan vállalatvezetőknek jár, akik kiemelkedő szerepet vállalnak a közösségépítésben és társadalmi felelősségvállalásban. 
Ugyanebben az évben a Német-Magyar Ipari és Kereskedelmi Kamara (DUIHK) tagjai Keszte Róbertet választották meg a szervezet új elnökének a 2025-27 periódusra. Elnöki székfoglalójában hangsúlyozta a német-magyar üzleti kapcsolatok jelentőségét, valamint a kamarai tagvállalatok közötti szoros együttműködés fontosságát a gazdaságpolitikai párbeszédben.

### Vezetése alatt elért eredmények
Vezetése alatt a budapesti gyár az önvezető, elektromosan meghajtott és internetre csatlakoztatott járművek rendszereinek világszinten elismert gyártóhelyévé fejlődött. A budapesti gyár háromszor nyerte el „Az év gyára” kitüntető címet 2018-ban, 2020-ban és 2021-ben. 2018-ban, 2019-ben és 2020-ban Az év gyára projektverseny Termelés, 2018, 2020, 2021-ben az Energiahatékonyság kategóriájának győztese. Mindeközben a magyar kormány partnereként aktívan részt vesz az Ipar4.0 mintagyár programban. 2020-ban a cég az Autós Nagykoalíció által meghirdetett, „Az Év beszállítója” díjazottjai között szerepelt. 2023-ban vezetése alatt nyerte el a Continental a Nemzeti Befektetési Ügynökség (HIPA) által odaítélt „Az év K+F beruházója” díjat. 2023-ban Keszte Róbert a Behaviour HR magazin által szervezett, „Az év cégvezetője” pályázat nagyvállalati kategóriájának győztese, 2024-ben pedig a PwC Magyarországtól kapta meg „Az év leginspirálóbb vezetője” díjat.
Dr. Keszte Róbert aktív szerepet vállalt a Continental magyarországi tevékenységének bővítésében: a debreceni Continental gyár és a 2018-ban Budapesten megnyitott Mesterséges Intelligencia fejlesztőközpont létrehozása is nevéhez kapcsolódik.

### Társadalmi felelősségvállalás
Vállalata társadalmi felelősségvállalásként középfokú duális oktatást végez, melynek keretében több mint 50 diákot képeznek a legmodernebb gyártástechnológiákra. Vezetése alatt a Continental rendszeresen jótékonykodik, például a Mikulásgyár elnevezésű program vagy a Máltai Szeretetszolgálat javára.
Dr. Keszte Róbert a Magyar Gépjárműgyártók Egyesületének (MAGE) elnökségi tagja és aktív szerepet vállal az Amerikai Kereskedelmi Kamara Governance and Transparency bizottságának munkájában.
2023 óta a Német-Magyar Ipari és Kereskedelmi Kamara Tanácsadó testületének tagja. 2015-től a Savaria Közlekedésgépészeti Szakközépiskola tiszteletbeli tanára. A BME Közlekedésmérnöki Karának Egyetemi záróvizsga bizottságának tagja.
2024 májusa óta a Német-Magyar Ipari és Kereskedelmi Kamara elnökségi tagja.

## Díjak, elismerések
- 2018. Az év gyára
- 2020. Az év gyára
- 2021. Az év gyára
- 2018. Az év gyára projektverseny - Termelés kategória
- 2019. Az év gyára projektverseny - Termelés kategória
- 2020. Az év gyára projektverseny - Termelés kategória
- 2018. Az év gyára projektverseny - Energiahatékonyság kategória
- 2020. Az év gyára projektverseny - Energiahatékonyság kategória
- 2021. Az év gyára projektverseny - Energiahatékonyság kategória
- 2020. Az év beszállítója
- 2021. Ipar 4.0 szakmai érem nagyvállalat kategóriában
- 2023. Az év K+F beruházója
- 2023. Behaviour Az év cégvezetője - nagyvállalati kategória
- 2024. PwC Magyarország – Az év leginspirálóbb vezetője